# Марія Педров'єхо
Марія Педров'єхо (ісп. María Pedroviejo; нар. 16 липня 1976, Гвадалахара, Іспанська держава) — іспанська театральна та кіноакторка. 

## Біографія
Марія Педров'єхо народилася 16 липня 1976 року у Гвадалахарі. Закінчила Університет Алькали. Була членом журі кінофестивалів. 

## Телебачення
- Наступний (2017)
- B&b, з уст в уста (2015)

## Нагороди та номінації
| Нагорода                                            | Рік  | Категорія                   | Фільм             | Результат |
| --------------------------------------------------- | ---- | --------------------------- | ----------------- | --------- |
| Accolade Competition                                | 2016 | краща акторка другого плану | "Викрадач світла" | Перемога  |
| Los Angeles International Underground Film Festival | 2015 | краща акторка               | "Викрадач світла" | Перемога  |